# Brachyta
Опасиця (лат. Brachyta Fairmaire in Jacquelin du Val, 1864) — рід жуків з родини Скрипунових.

## Види
- Brachyta amurensis (Kraatz, 1879)
- Опасиця балканська — Brachyta balcanica (Hampe, 1870)
- Brachyta bifasciata (Olivier, 1792)
- Brachyta borni (Ganglbauer, 1903)
- Brachyta caucasica Rost, 1891
- Brachyta danilevskyii Tshernyshev & Dubatolov, 2005
- Brachyta delagrangei Pic, 1891
- Опасиця мінлива — Brachyta interrogationis (Linnaeus, 1758)
- Brachyta lanhami (Lewis, 1976)
- Brachyta petriccionei Rapuzzi, Bologna & Poloni, 2019
- Brachyta punctata (Faldermann, 1833)
- Brachyta rosti Pic, 1900
- Brachyta sachalinensis Matsumura, 1911
- Brachyta variabilis (Gebler, 1817)

## Поширення
Присутність в Україні видів роду Опасиця є дискусійним. У 1917-му році Людвік Гільд навів знахідку Опасиці мінливої (Brachyta interrogationis (Linnaeus, 1758)) з Говерли, зроблену Михайлом Рибінським у 1899-му році. У 1961-му році Іван Загайкевич подає знахідку цього ж виду із околиць с. Тухля у Бескидах, зроблену Е. Мазуром у 1900-му році.
Це єдині відома знахідки цього виду в Україні, достовірність яких не підтверджена сучасними відомостями . В останньому зведенні щодо фавни Скрипунових України вид вказаний зі знаком запитання. 
Також є ймовірним знаходження Опасиці балканської (Brachyta balcanica) у західному Причорномор'ї (Одеська область), оскільки вид відомий із Подунав'я у Румунії.